# Eskilstuna energi och miljö
Eskilstuna Energi och Miljö AB (EEM) är ett kommunägt bolag som levererar el, fjärrvärme, fjärrkyla, vatten och avlopp, stadsnät, biogas och återvinningstjänster i Eskilstuna med omnejd. 
Bolaget ägs av Eskilstuna Kommunföretag.
Sedan 1 januari 2014 är alla medarbetare anställda i ett driftbolag Eskilstuna Strängnäs Energi och Miljö som samägas av Eskilstuna kommun och Strängnäs kommun. Driftbolaget får sina uppdrag av Eskilstuna energi och miljö och SEVAB Strängnäs Energi, och kommuninvånarna i Eskilstuna kommun fortfarande kunder hos Eskilstuna energi och miljö som äger anläggningarna och näten.

## Produktionsanläggningar
Eskilstuna Energi och Miljö har följande produktionsanläggningar:
- Elektricitet, fjärrvärme och fjärrkyla i kraftvärmeverket i Eskilstuna
- Biogasproduktion samt rening av avloppsvatten i Ekeby reningsverk, Eskilstuna
- Rening av råvatten och produktion av dricksvatten i Hyndevads vattenverk, Eskilstuna

## Historia

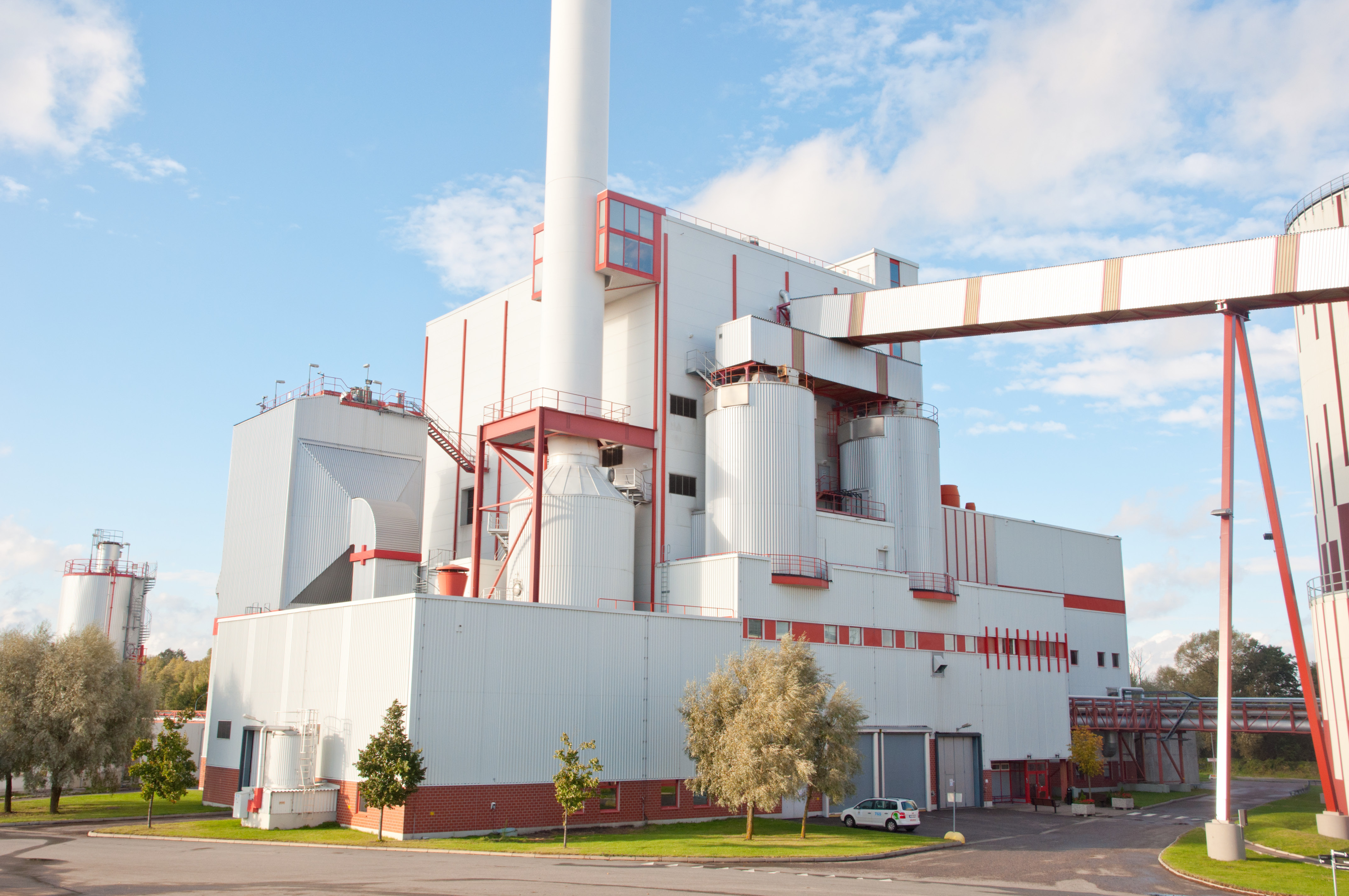
Kraftvärmeverket som togs i drift år 2000.

- 1860 – Gatubelysning som drivs med vätgas installeras i Eskilstuna.
- 1887 – Vattenverket Tunafors byggs och de flesta av Eskilstunas 9 500 hushåll ansluter sig till vattenledningsnätet.
- 1895 – Elverket byggs.
- 1908 – Gasverket står klart och används sedan fram till 1984, då gasdriften avvecklas och flispannan börjar byggas på samma plats.
- 1960 – Deponin vid Lilla Nyby öppnar.
- 1973 – Kommunens tekniska verksamheter samlas inom nybildade Tekniska verken.
- 1986 – Flispannan på värmeverket står klar.
- 1993 – Tekniska verken upplöses i olika verksamhetsförvaltningar. Bolaget Eskilstuna Energi och Miljö AB bildas, i samband med att elmarknaden avregleras. Bolaget är uppdelat i moderbolag och två dotterbolag, vilka bedriver verksamhet inom elnät respektive elproduktion.
- 1996 – Eskilstuna kommun bildar Eskilstuna kommunföretag där Eskilstuna Energi och Miljö AB, Eskilstuna kommunfastighet AB och Parken Zoo i Eskilstuna AB ingår.
- 2000 – Kraftvärmeverket står klart och börjar leverera el på elnätet.
- 2003 – Biogasproduktionen påbörjas på Ekeby reningsverk. Under samma år övergår tio av Eskilstunas stadsbussar till biogasdrift.
- 2004 – Biogasmacken tas i bruk.
- 2011 – Invigning av anläggning för optisk sortering för avfall (kallad färgsortering) på Återvinningscentralen Lilla Nyby. Samma år utses Eskilstuna till Årets Återvinningskommun
- 2014 – Driftbolaget Eskilstuna Strängnäs Energi och Miljö bildas som ett gemensamt dotterbolag till Eskilstuna Energi och Miljö och SEVAB Strängnäs Energi.
- 2015 – ReTuna Återbruksgalleria och återvinningscentral öppnas.